# Alexandre de Comana
Pour les articles homonymes, voir Alexandre et Saint Alexandre.
Alexandre de Comana ou Alexandre le Charbonnier (IIe ou IIIe siècle, † entre 233 et 251), était charbonnier puis évêque de Comana dans le Pont, martyr sous l'empereur Dèce, voire Aurélien ; célébré le 11 août par les catholiques, et le 12 août par les orthodoxes.

## Selon François de Pâris
Alexandre de Comana, surnommé « le Charbonnier ». Évêque de Comana, ville d'Asie dans la province du Pont. Il avait passé sa jeunesse à la lecture des Saintes Écritures et à l'étude des sciences, notamment la philosophie. Mais étant touché de la grâce de Jésus-Christ il s'était mis par humilité à exercer le métier de charbonnier dans la ville de Comana. 
Alexandre voulait par ce moyen se cacher aux yeux des hommes. L'évêque de cette ville étant mort, saint Grégoire le Thaumaturge, évêque de Néocésarée, métropolite de Comana, y vint pour y faire élire un évêque, mais le peuple se trouva partagé sur cette élection. Il y en eut un qui voyant qu'on ne pouvait s'accorder, dit en riant qu'il n'y avait qu'à prendre ce charbonnier en montrant saint Alexandre. 
Saint Grégoire, inspiré par Dieu, y fit attention. Il prit saint Alexandre et le tira à part, et sentant en lui-même le mouvement de Dieu, il le consacra évêque de Comana. Ce fut alors qu'en s'informant plus particulièrement de qui était ce charbonnier, on sut qu'il venait d'une très bonne famille ; on apprit qu'il était un glorieux confesseur de Jésus-Christ, qu'il avait souffert pour la foi et qu'il n'exerçait ce métier que pour être inconnu. Saint Alexandre ne reçut ce joug qu'on lui voulut imposer qu'avec une extrême peine. 
Mais ayant été contraint de céder, il s’acquitta de cette charge avec une humilité, un zèle et une charité admirable. Il fit paraître alors ses vertus, son éloquence et toutes les grandes qualités qui étaient renfermées dans sa personne. Saint Alexandre conduisit donc ce troupeau de Jésus-Christ avec une vigilance toute extraordinaire. Il fut enfin martyrisé par le commandement de l'empereur Dèce. Après avoir été tourmenté, il fut condamné à être brûlé vif. C'est ce qui fut exécuté environ l'an 233.